# Kriegerdenkmal Heseper Weg

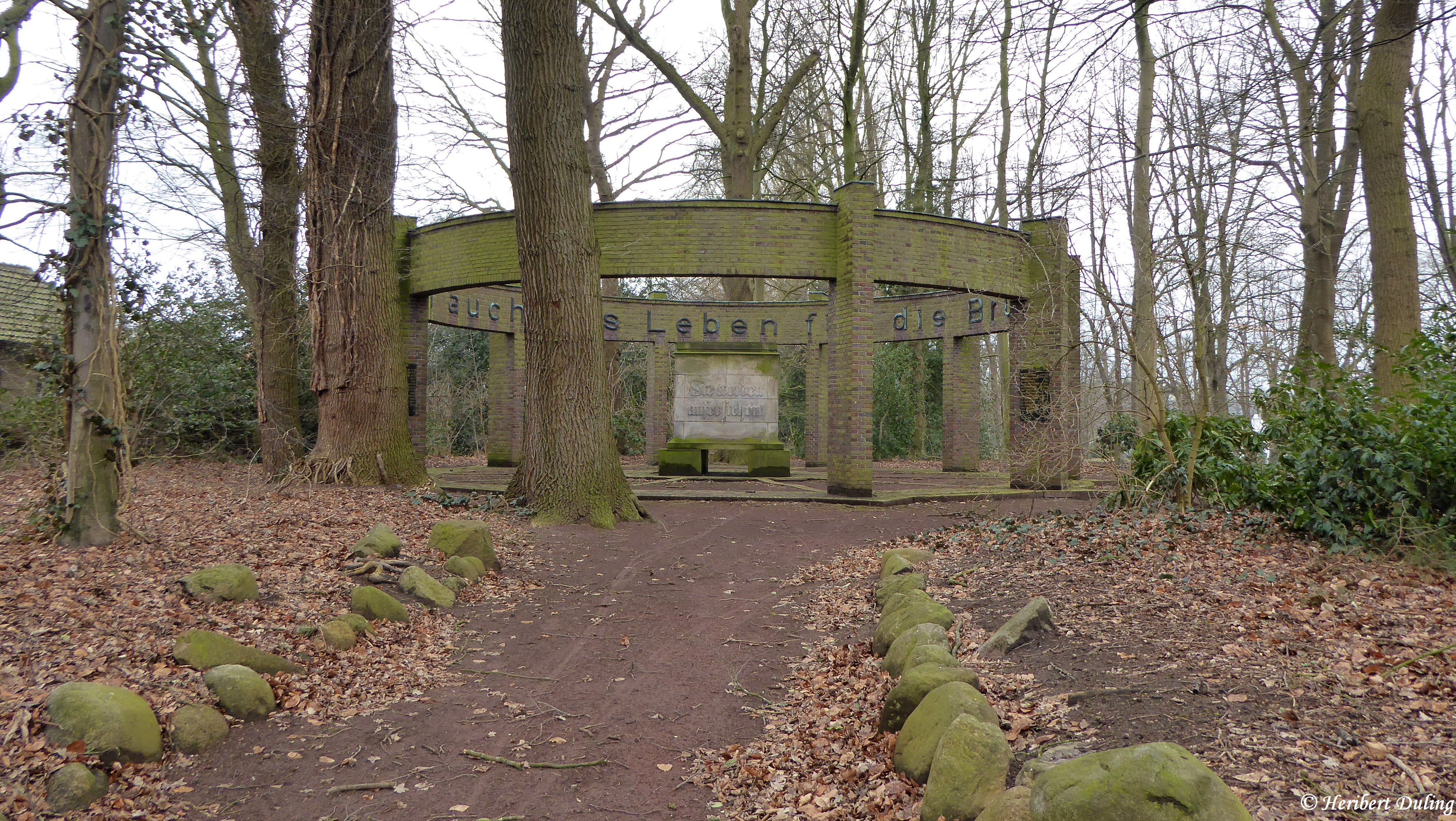
Kriegerdenkmal am Heseper Weg

Das Kriegerdenkmal Heseper Weg wurde 1928/29 von der bis 1929 bestehenden Gemeinde Altendorf für ihre Gefallenen der beiden Weltkriege errichtet. Es befindet sich am Heseper Weg des heutigen Stadtteils von Nordhorn und steht unter Denkmalschutz.

## Beschreibung
Ein auf zehn Pfeilern ruhendes Rondell und die sternförmige Pflasterung „schaffen einen ideellen Raum, allseits geöffnet in das natürliche Umfeld.“ In der Mitte befindet sich ein Quader mit den Namen der 91 Gefallenen des Ersten Weltkrieges. An zwei Pfeilern sind nachträglich schwarze Granitplatten mit den Namen der Gefallenen des Schützenvereins Altendorf des Zweiten Weltkrieges angebracht.

## Inschriften
Rondell:

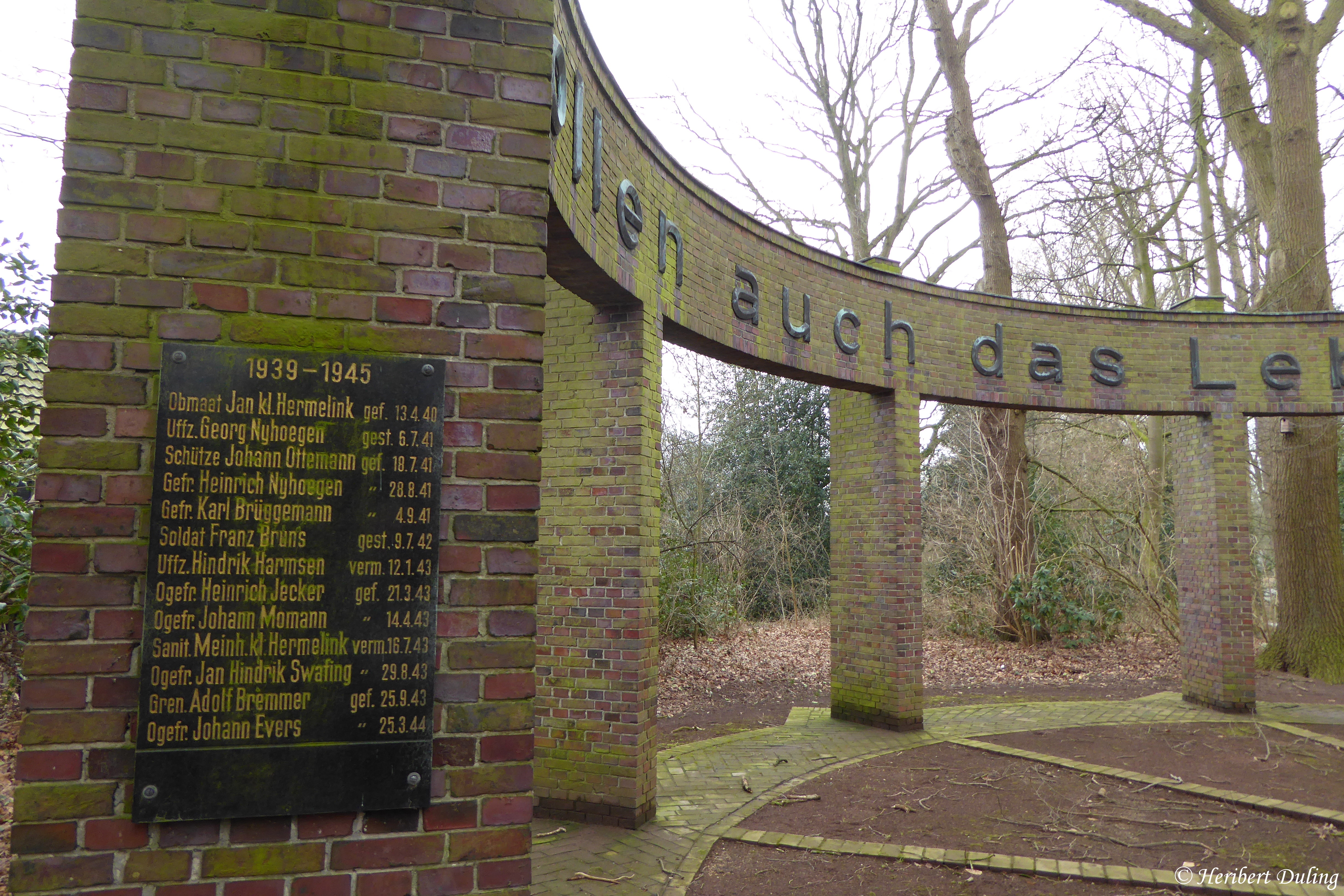
Teilansicht mit Gedenktafel

Wir sollen auch das Leben für die Brüder lassen
Quader:

Sie werden auferstehen!

Ihren 1914–1918

gefallenen Söhnen

Die Gemeinde Altendorf
Das Denkmal geriet 2006 in die Schlagzeilen, als die NPD nach einer stadtweiten Plakataktion mit rechtsextremen Inhalten zum Volkstrauertag eine Versammlung und Kranzniederlegung am Kriegerdenkmal durchführte.